# Cochrane (organisation)
Pour les articles homonymes, voir Cochrane.
Cochrane (précédemment la Collaboration Cochrane) est une organisation à but non lucratif indépendante qui regroupe plus de 28 000 volontaires dans plus de 100 pays. Cette collaboration s'est formée à la suite d'un besoin d'organiser de manière systématique les informations concernant la recherche médicale. De telles informations consistent en des preuves scientifiques pour la prise de décision médicale, fondées sur des essais cliniques bien menés. Les preuves scientifiques sont nécessaires pour prendre des décisions de soin efficaces et pour mettre en lumière les domaines où les données sont insuffisantes et où plus de recherches sont nécessaires.
La collaboration a pour but de regrouper des données scientifiquement validées de manière accessible et résumée. Elle conduit des revues systématiques (et des méta-analyses) d'essais randomisés contrôlés d'interventions en santé,. Ces travaux sont publiés dans la bibliothèque Cochrane (en anglais : Cochrane library). La collaboration a gagné des relations officielles avec l'Organisation mondiale de la santé (OMS) en janvier 2011 en tant qu'organisation non gouvernementale. Elle a un siège à l'organisation mondiale de la santé pour y apporter des contributions,.

## Buts et principes
Le principe de la collaboration est d'aider les personnes à prendre des décisions bien informées dans le domaine du soin en préparant, maintenant à jour et en assurant l'accessibilité de revues systématiques sur les effets des interventions de santé. Les principes de la collaboration Cochrane sont :
- participer collaborativement ;
- s'appuyer sur l'enthousiasme des individus ;
- éviter les doublons ;
- minimiser les biais ;
- maintenir l'information à jour ;
- s'efforcer d'apporter des informations pertinentes ;
- améliorer l'accès à l'information ;
- assurer la qualité des synthèses ;
- permettre une large participation.

## Structure
La Collaboration Cochrane s'organise autour de :
- groupes de revue et d'auteurs : préparation, maintien à jour des revues systématiques Cochrane ;
- groupes de méthodologie : encadrer et améliorer la méthodologie pour conduire des revues systématiques ;
- travail de terrain sur l'applicabilité des revues de la Cochrane ;
- réseaux de consommateurs : un forum communautaire pertinent pour les patients et les consommateurs de soins ;
- groupe de direction : pour la direction de la collaboration.

## Logo
Le logo de la collaboration Cochrane illustre une méta-analyse de sept essais randomisés contrôlés, qui comparaient l'effet d'une intervention en santé contre un placebo dans un forest plot. Le diagramme montre les résultats d'une revue systématique et méta-analyse de l'utilisation bon marché de corticoïdes chez les femmes sur le point d'accoucher prématurément. La preuve de l'efficacité de ce traitement aurait pu être révélée dix ans plus tôt si ces essais avaient été analysés de manière systématique. Le traitement par corticoïdes est aujourd'hui largement donné chez les femmes qui risquent d'avoir un enfant prématuré. Il réduit le risque de complications de l'immaturité de 30 à 50 %. Parce qu'aucune revue systématique n'avait été publiée avant 1989, la plupart des obstétriciens n'avaient pas réalisé que le traitement était aussi efficace. De nombreux enfants prématurés ont probablement souffert ou sont morts inutilement.

## Histoire
La Collaboration Cochrane est fondée en 1993 sous la direction de Iain Chalmers (en). Elle est développée en réponse à un appel d'Archie Cochrane pour qu'il existe des revues systématiques à jour de tous les essais randomisés contrôlés pertinents en santé. M. Cochrane suggère que les méthodes utilisées pour préparer et maintenir à jour des revues d'essais randomisés contrôlés dans les domaines de la grossesse et de la naissance soient appliqués de manière plus large. Cette idée est reprise par le programme de recherche et de développement créé pour aider le NHS, service national de la santé du Royaume-Uni. Grâce à ce programme, géré par son premier directeur Pr Michael Peckham, des fonds sont fournis au centre Cochrane afin de collaborer avec d'autres personnes au Royaume-Uni et ailleurs pour faciliter les revues systématiques d'essais randomisés contrôlés dans tous les domaines du soin.
En octobre 1995, la collaboration crée le réseau d'usagers de la santé de la Cochrane afin d'incorporer les points de vue des patients dans la procédure de revue. Peu de temps après, de nouveaux sommaires en langage simples sont fournis aux utilisateurs avec un résumé sans jargon médical de chaque revue systématique.
En 2013, près de 31 000 personnes de 120 pays différents ont publié un total de plus de 5 000 revues.
En septembre 2018, Cochrane traverse une crise importante à la suite de l'expulsion du conseil de gouvernance de Peter C. Gøtzsche, membre fondateur de la Collaboration Cochrane et critique de l’industrie pharmaceutique et de la psychiatrie. Quatre membres du conseil de gouvernance ont démissionné à la suite de cela. Certains suspectent que l'organisation a cédé à des pressions de l’industrie pharmaceutique.
Selon BMJ EBM Spotlight, cette expulsion n’a été possible que grâce à une manœuvre bureaucratique : Peter Gøtzsche a été renvoyé de la salle de conférence avant le vote, ce qui a permis à une minorité, 6 personnes sur les 13 que comportent normalement le conseil d’administration, de voter l’expulsion de Peter Gøtzsche (6 pour, 5 contre, 1 abstention).
Certaines critiques ont clairement été entachées de conflits d'intérêts. Le fait qu'un journaliste soit nommé à la tête de Cochrane, a été jugé comme favorisant un intérêt commercial plutôt que scientifique.

## Participation publique
Cochrane implique le public pour produire des revues systématiques et d'autres résultats. Les tâches peuvent être organisées et incluent :
- rejoindre un effort de collaboration bénévole pour aider à catégoriser et résumer les données probantes sur les soins de santé ;
- extraire des données et évaluer le risque de biais ;
- traduire des avis dans d'autres langues.

Les consommateurs et les autres intervenants veulent que la recherche aborde les défis structurels et culturels des services de santé (par exemple le manque de soins centrés sur le patient et adaptés à la culture) et renforce les compétences en communication des professionnels de la santé. Les solutions doivent être conçues en partenariat avec les consommateurs et se concentrer sur les besoins des groupes vulnérables.
Bien qu'il y ait eu des critiques sur la façon dont Cochrane accorde la priorité aux revues systématiques, un projet récent a impliqué des personnes pour aider à identifier les priorités de recherche afin d'informer les futures revues Cochrane.
En 2014, le partenariat Cochrane-Wikipédia a été formalisé. Cela soutient l'inclusion de preuves pertinentes dans tous les articles médicaux de Wikipédia, ainsi que des processus permettant de garantir que les informations médicales incluses dans Wikipédia sont de la plus haute qualité et précision. La représentation des femmes en tant que rédactrices dans Cochrane s'est avérée meilleure que celle d'autres organisations.

## Critiques
Un éditorial de 2004 du Canadian Medical Association Journal (CMAJ), Journal de l'association médicale canadienne, note que les revues de la Cochrane semblent être plus à jour et de meilleure qualité que les autres revues et, que grâce à ses méthodologies standard, elle était la meilleure ressource pour la recherche méthodologique et pour le développement de la méta-épidémiologie. Leur travail amène aussi à des améliorations méthodologiques dans la recherche biomédicale. Cependant, l'éditorial signale des domaines d'amélioration, notamment une évaluation adéquate des effets indésirables d'une intervention de santé, un format plus accessible à l'utilisateur et la promotion de la collaboration internationale,.
En 2011, une étude évalue 29 méta-analyses, pour révéler les possibles conflits d’intérêt dans les travaux utilisés pour créer des revues systématiques. Cette étude montre que les conflits d'intérêts dans la réalisation des méta-analyses ne sont pas fournis. Les 29 méta-analyses incluent 11 études de journaux médicaux généraux, 15 de journaux médicaux spécialisés et 3 de la bibliothèque Cochrane. Certains auteurs demandent que la collaboration Cochrane formalise cette évaluation de ce biais provenant de conflits d'intérêts.
Les récentes (en 2022) revues Cochrane ont montré que plus de 90% des interventions de soins de santé étudiées ne disposent pas de preuves d'une haute qualité.